# Altensalz

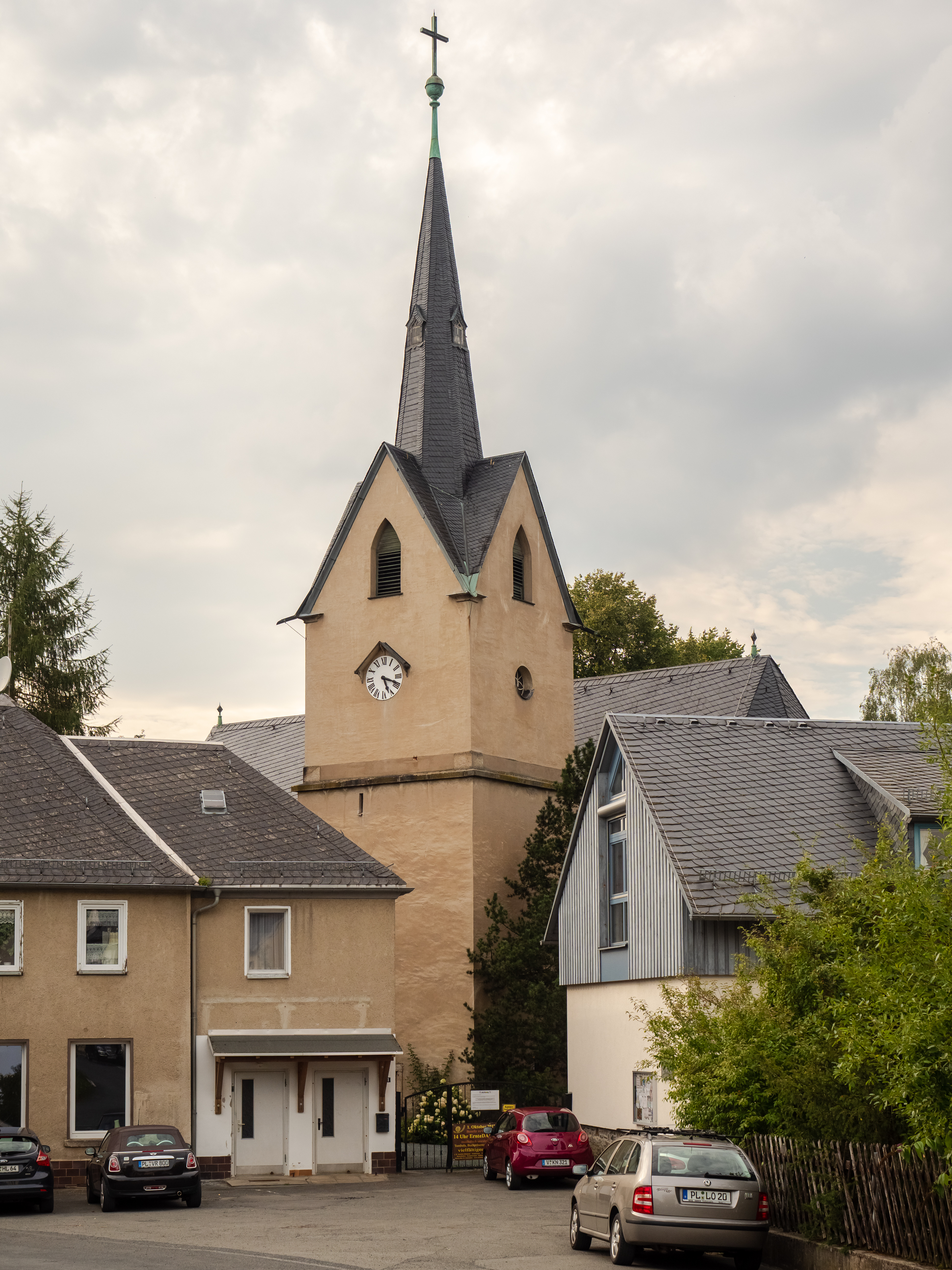
Kirche Altensalz

Altensalz ist ein Ortsteil der Gemeinde Neuensalz im Vogtlandkreis (Freistaat Sachsen). Er wurde am 1. Januar 1972 nach Neuensalz eingemeindet.

## Geografie

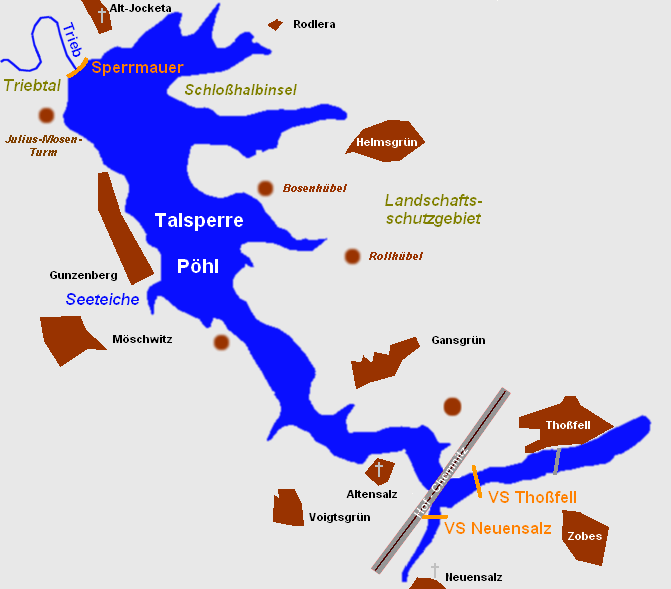
Lage von Altensalz an der Talsperre Pöhl

### Lage und Verkehr
Altensalz liegt nördlich von Neuensalz im Zentrum des Naturraumes Vogtland (Mittelvogtländisches Kuppenland) im sächsischen Teil des historischen Vogtlands. Der Ort befindet sich direkt am Südufer der Talsperre Pöhl, in welcher die Trieb aufgestaut wird. Die Bungalowsiedlung Voigtsgrün am Stauseeufer liegt nicht auf Voigtsgrüner, sondern auf Altensalzer Flur. Südöstlich von Altensalz verläuft die Bundesautobahn 72.

### Nachbarorte
|            | Gansgrün                                    |          |
| Voigtsgrün | Kompassrose, die auf Nachbargemeinden zeigt | Thoßfell |
|            | Neuensalz                                   |          |

## Geschichte
Die Kirche von Altensalz wurde im Jahr 1214 als Betstube durch den Deutschen Orden zu Plauen erwähnt. Die urkundliche Ersterwähnung des Orts Altensalz erfolgte in einer Urkunde aus dem Jahr 1321, in der die Vögten von Plauen dem Deutschen Ritterorden die Besitzrechte über Altensalz übereigneten.
Im Jahr 2019 wurde die Kirche Altensalz zur ersten Radwegekirche im Vogtland. Das heißt, dass die Kirche in den Sommermonaten dienstags bis sonntags von 9.00 Uhr bis 20.00 Uhr geöffnet ist.
Der Name von Altensalz und Neuensalz leitet sich von den Salzquellen am rechten Ufer der Trieb ab. Die Saline Altensalz befand sich am ehemaligen Kirchsteig nach Gansgrün. Sie liegt heute zehn Meter unter dem Wasserspiegel der Talsperre Pöhl.
Die Grundherrschaft über Altensalz lag bis ins 19. Jahrhundert anteilig bei den Rittergütern Thoßfell und Neuensalz. Ein weiterer Anteil von Altensalz unterstand als Amtsdorf direkt dem kursächsischen Amt Plauen. Altensalz lag bis 1856 im kursächsischen bzw. königlich-sächsischen Amt Plauen. 1856 wurde der Ort dem Gerichtsamt Plauen und 1875 der Amtshauptmannschaft Plauen angegliedert.
Durch die zweite Kreisreform in der DDR kam die Gemeinde Altensalz im Jahr 1952 zum Kreis Plauen-Land im Bezirk Chemnitz (1953 in Bezirk Karl-Marx-Stadt umbenannt), der ab 1990 als sächsischer „Landkreis Plauen“ fortgeführt wurde und 1996 im Vogtlandkreis aufging. Zwischen 1958 und 1964 entstand durch Anstauung der Trieb die Talsperre Pöhl nördlich des Orts. Am 1. Januar 1972 wurde Altensalz nach Neuensalz eingemeindet.

## Öffentlicher Nahverkehr
Altensalz ist mit der vertakteten RufBus-Linie 72 des Verkehrsverbunds Vogtland an Neuensalz angebunden. Dort besteht Anschluss zur TaktBus-Linie 63 nach Plauen, Treuen und Lengenfeld.

## Sehenswürdigkeiten
- Kirche mit gotischer Holzdecke mit barocker Ornamentmalerei[5] von 1660. Die Orgel wurde 1909 durch die Firma Eule erbaut.